# Hyperolius pyrrhodictyon
Espèce
Synonymes
- Hyperolius marmoratus pyrrhodictyon Laurent, 1965

Statut de conservation UICN

 LC  : Préoccupation mineure
Hyperolius pyrrhodictyon est une espèce d'amphibiens de la famille des Hyperoliidae.

## Répartition
Cette espèce est endémique de Zambie. Elle se rencontre dans le bassin de la rivière Kafue dans la province Méridionale,.

## Publication originale
- Laurent, 1965 : The geographical variation of the frog Hyperolius marmoratus (Family Hyperoliidae) in Rhodesia, Nyasaland and Tanganyika. Breviora, Museum of Comparative Zoology, Cambridge, Massachusetts, no 216, p. 1-9 (texte intégral).